# Nécropole de Norchia

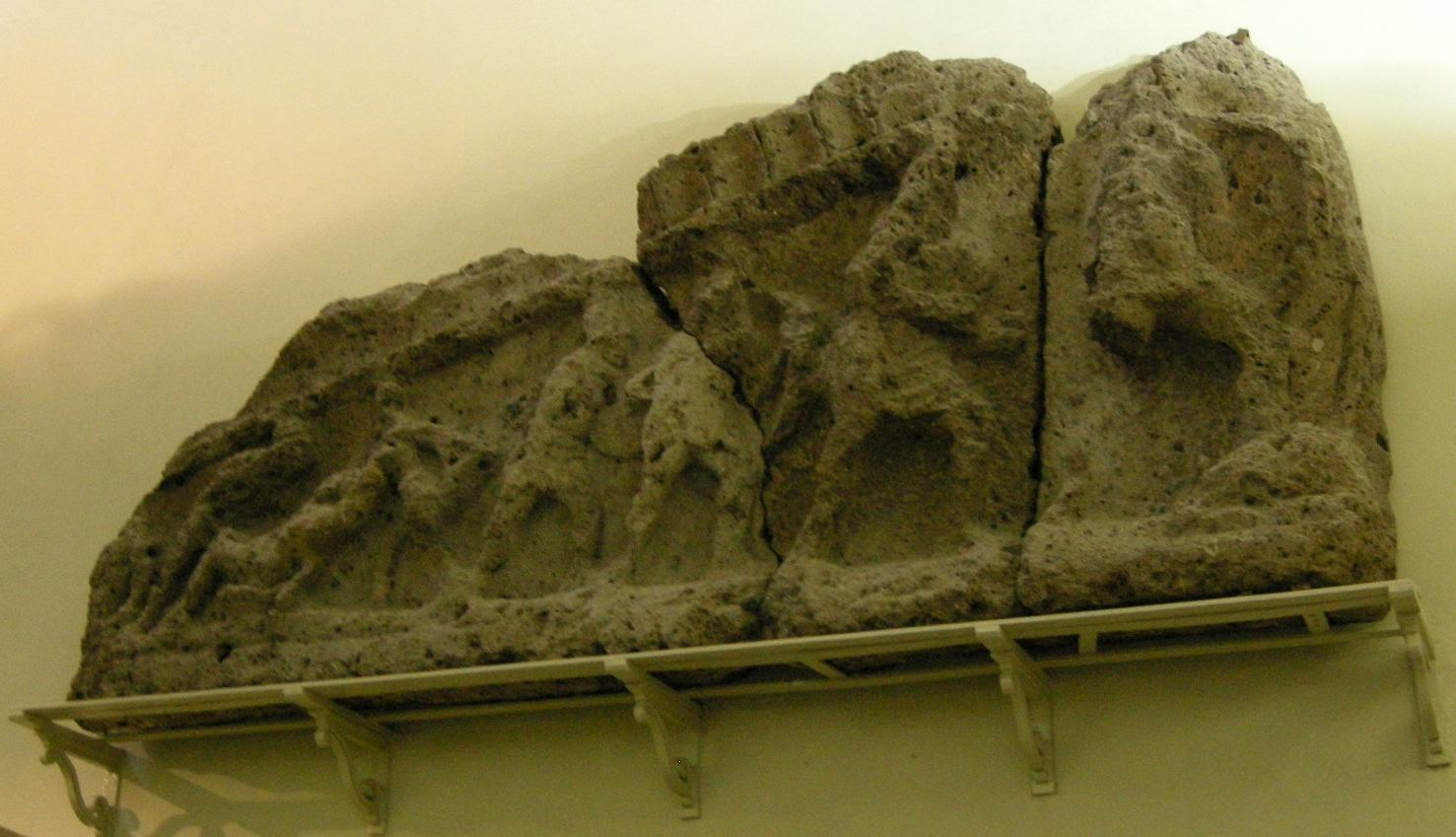
Fragment de
fronton de Norchia, IV-IIIe siècle av. J.-C., Musée archéologique de Florence

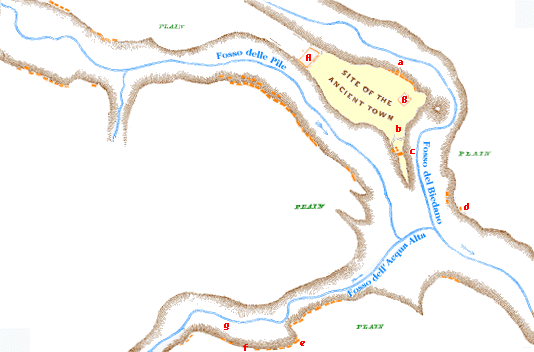
(e) Tombes a tempio,(---)(en jaune) Tombes a facciata, (d) tombe Lattanzi

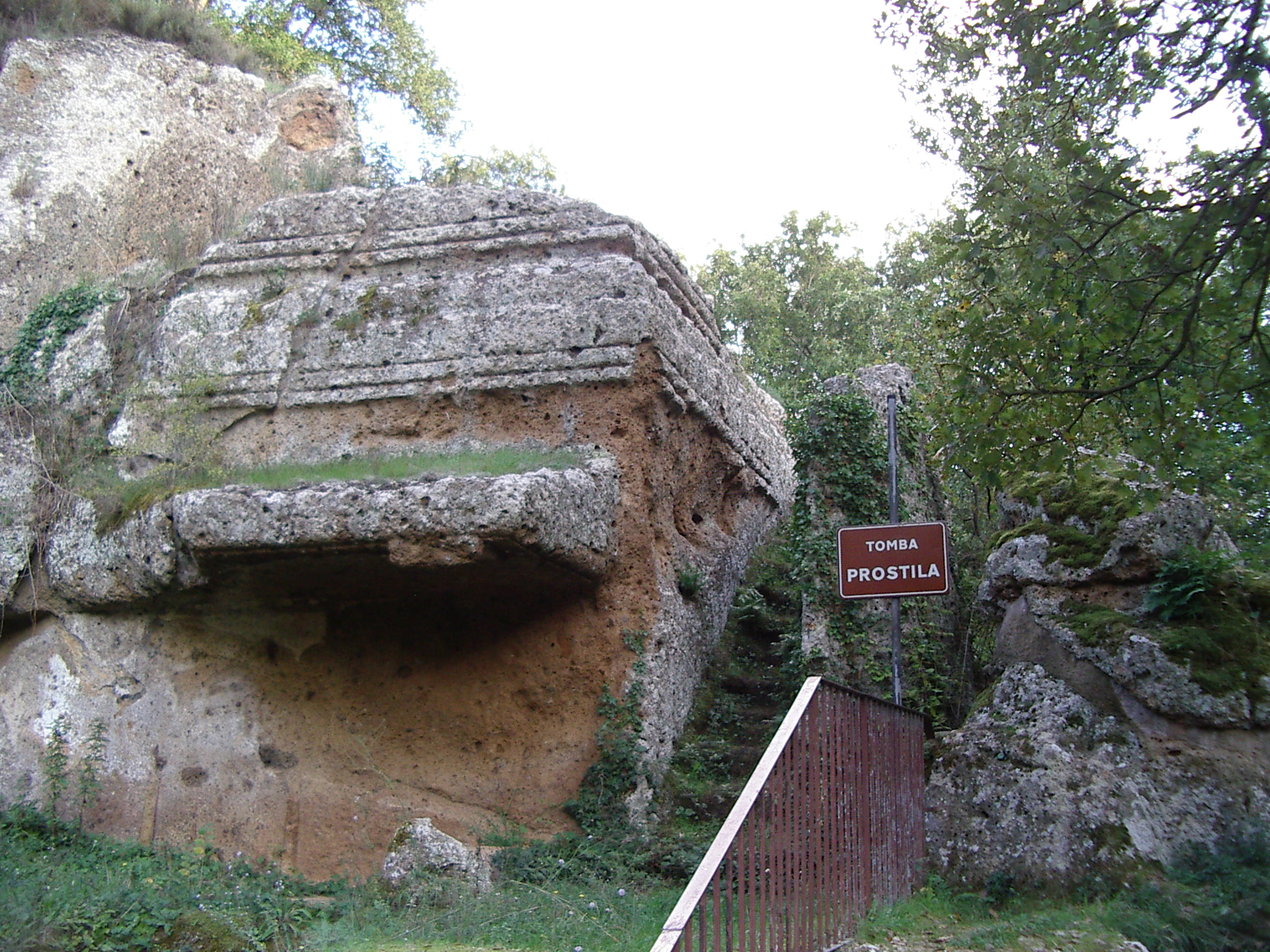
Tombe Prostilia

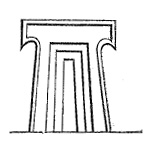
Fausse porte (dessin)

La Nécropole de Norchia est constituée par un vaste site comportant des tombes étrusques remontant à différentes périodes de cette civilisation, située près de Vetralla, dans la province de Viterbe (Latium).

## Description
« Le lieu le plus suggestif de l'entière entité des cimetières étrusques »

— George Dennis, in  The Cities and Cemeteries of Etruria, 1848.
Les tombes remontent aux deux périodes  archaïque et hellénistique.
La nécropole connaît son apogée entre les IVe – IIe siècle av. J.-C.
Les tombes sont a facciata et disposées a terrazze, sculptées sur plusieurs niveaux dans le tuf rouge de la falaise et sont dotées d'escaliers descendants, un mode original pour les Étrusques. 
Les nécropoles du niveau supérieur comportent des hautes façades couronnées par diverses modénatures avec une fausse porte sculptée à leur centre, le tout surmonté d’autres tombes.
Au niveau inférieur se situent les tombes plus grandes en hypogée. Celles-ci renferment des sarcophages au portrait sculpté du défunt ou de larges banquettes. De nombreuses niches sont creusées dans les parois de l’étroit dromos central.
Les tombes a Dado se trouvent dans la partie basse des rochers, de facture plus simple, et comportent une fausse porte sur la façade.
Des vestiges ainsi que la majorité de découvertes archéologiques sont conservées au Musée national étrusque de Viterbe et au Musée archéologique de Florence.

## Les zones des nécropoles

### Nécropole de la rivière Pile
La nécropole plus visible est celle de la rivière Pile 
- Tombe de Charon (avec un portrait du démon sur un haut-relief de la façade),
- Tomba delle Tre Teste (« Tombe des trois Têtes »),
- Tombe Prostila,
- Tombe Ciarlanti (avec une façade divisée en 3 parties),
- Tomba a Camino  (« Tombe avec Cheminée »),
- Tombes Smurinas,
- Tombe Germina.

### Nécropole le long de la rivière Acqualta
Cette nécropole comporte les tombes les plus spectaculaires dites a tempio.
Deux tombes reproduisent les façades d'un temple dorique (IIIe siècle av. J.-C.) avec des frontons, frises, dentelures et bustes sculptés zoomorphes. Y sont sculptés, sur le centre du fronton de gauche un groupe de combattants, au sommet de celui de droite, trois figures, et sur la partie inférieure à l'intersection des deux tombes, un cortège funèbre et un démon ailé sur un fond de panoplie d’armes.

### Nécropole dans la vallée du Bediano
- Tombe Lattanzi, du nom de son découvreur, appartenant à la famille des Churcle.

Il s'agit d'une tombe monumentale située près de la Cava Buia. La tombe est actuellement enfouie sous une dense végétation. La tombe est décorée de frises et de lions sculptés. Elle comporte un double portique à colonnes sur un socle ainsi que des marches latérales.

## Sources
- Voir liens externes